# Chaluhotvaré
Chaluhotvaré (Fucales) představují řád chaluh (Phaeophyceae).

## Systematika
Chaluhotvaré zahrnují celkem devět čeledí, které celkem čítají více než 500 druhů:
- Bifurcariopsidaceae
- Durvillaeaceae
- Fucaceae
- Himanthaliaceae
- Hormosiraceae
- Notheiaceae
- Sargassaceae
- Seirococcaceae
- Xiphophoraceae

Nejpočetnější čeleď představují Sargassaceae, čítající asi 30 rodů a více než 90 % popsaných druhů. Z hlediska evoluční historie tvoří chaluhotvaré součást početného kladu, jenž prodělal evoluční radiaci v průběhu křídového období před 145–66 miliony lety, a do nějž spadají i jiné ekologicky a ekonomicky významné řády vč. Laminariales.

## Charakteristika, ekologie
Chaluhotvaré představují chaluhy s parenchymatickou stélkou, často diferencovanou. Typickým znakem jsou tzv. pneumatocysty, vzduchové měchýřky, které poskytují vztlak ve vodě. Růst stélek probíhá apikálně. Vzorový druh může představovat až 150 cm dlouhá chaluha bublinatá (Fucus vesiculosus), jejíž stélka vyrůstá z krátké úzké stopky a je bohatě dichotomicky větvená. Ve srovnání s ostatními chaluhami se u chaluhotvarých neobjevuje typická rodozměna se samostatným sporofytem a gametofytem: gametofyt je zcela závislý na sporofytu, pohlavní buňky jsou lokalizovány do tzv. konceptakulí, která vyrůstají z diploidních stélek. Konceptakula mohou být rozptýlena po povrchu stélky, ale častěji se lokalizují na zvětšených koncích specializovaných „větví“ (tzv. receptakula).
Chaluhotvaré rostou převážně v pobřežních oblastech po celém světě. Mezi rody typické pro chladné vody severní polokoule patří například Fucus, Ascophyllum, Pelvetiopsis nebo Silvetia; na jižní polokouli jde pak např. o rody Durvillaea nebo Cystophora. Některé chaluhotvaré prosperují i v teplých až tropických vodách, jako Sargassum sp. Druhy rostoucí v litorálu jsou schopny odolávat náročným podmínkám, včetně teplot od bodu mrazu po 34 až 36 °C.

## Galerie

Galerie vybraných zástupců
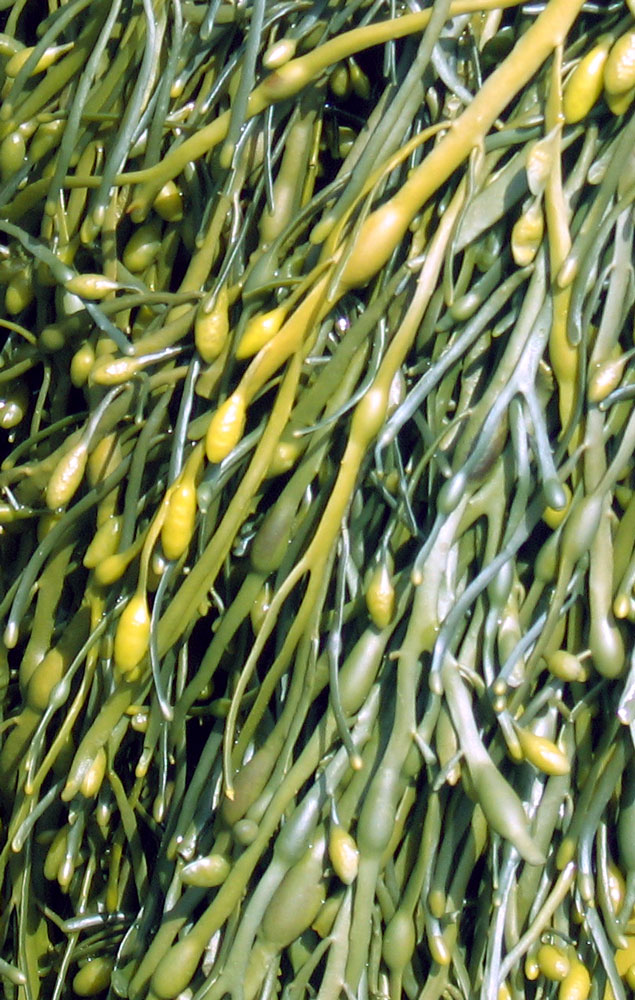
Ascophyllum nodosum
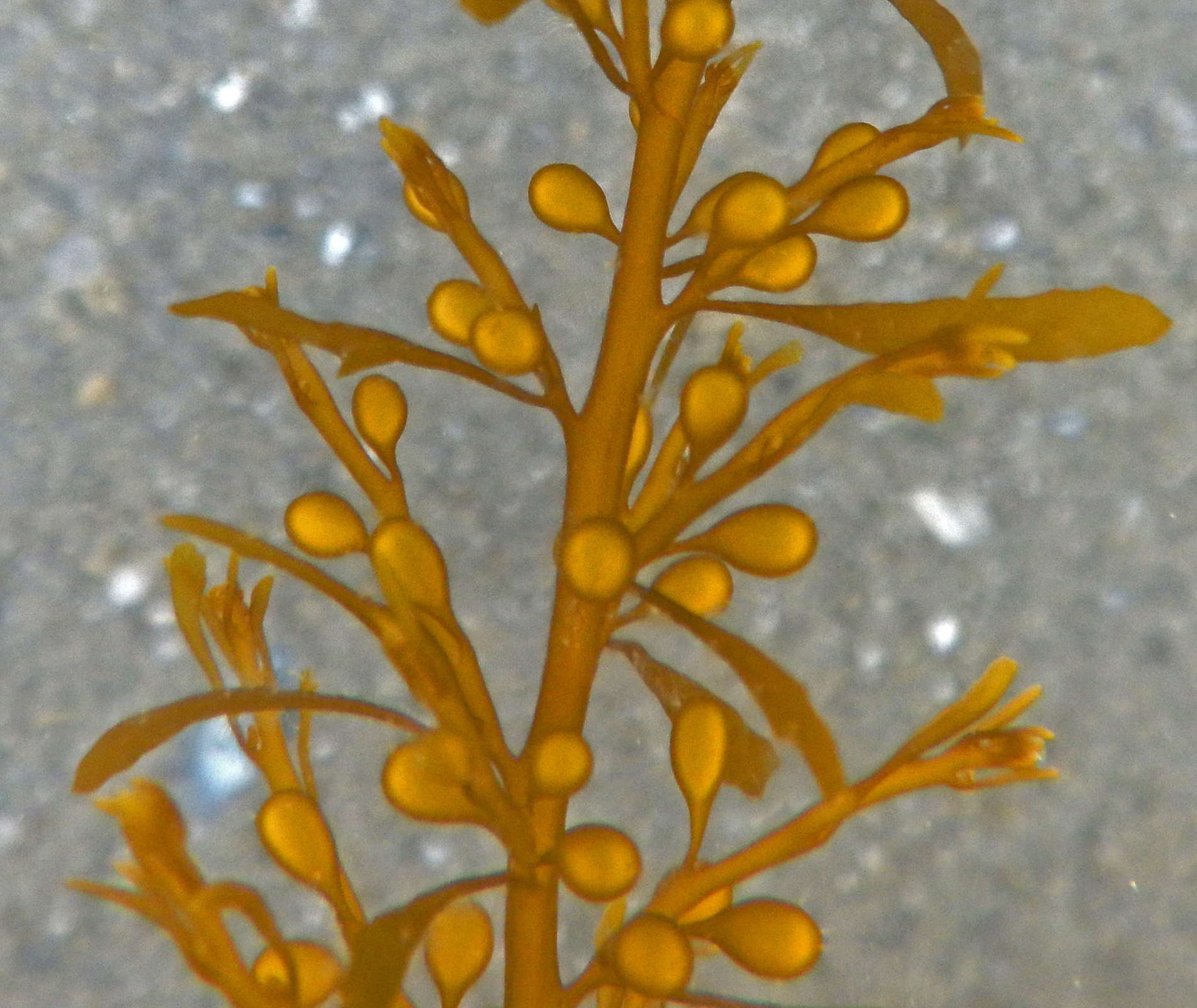
Sargassum muticum
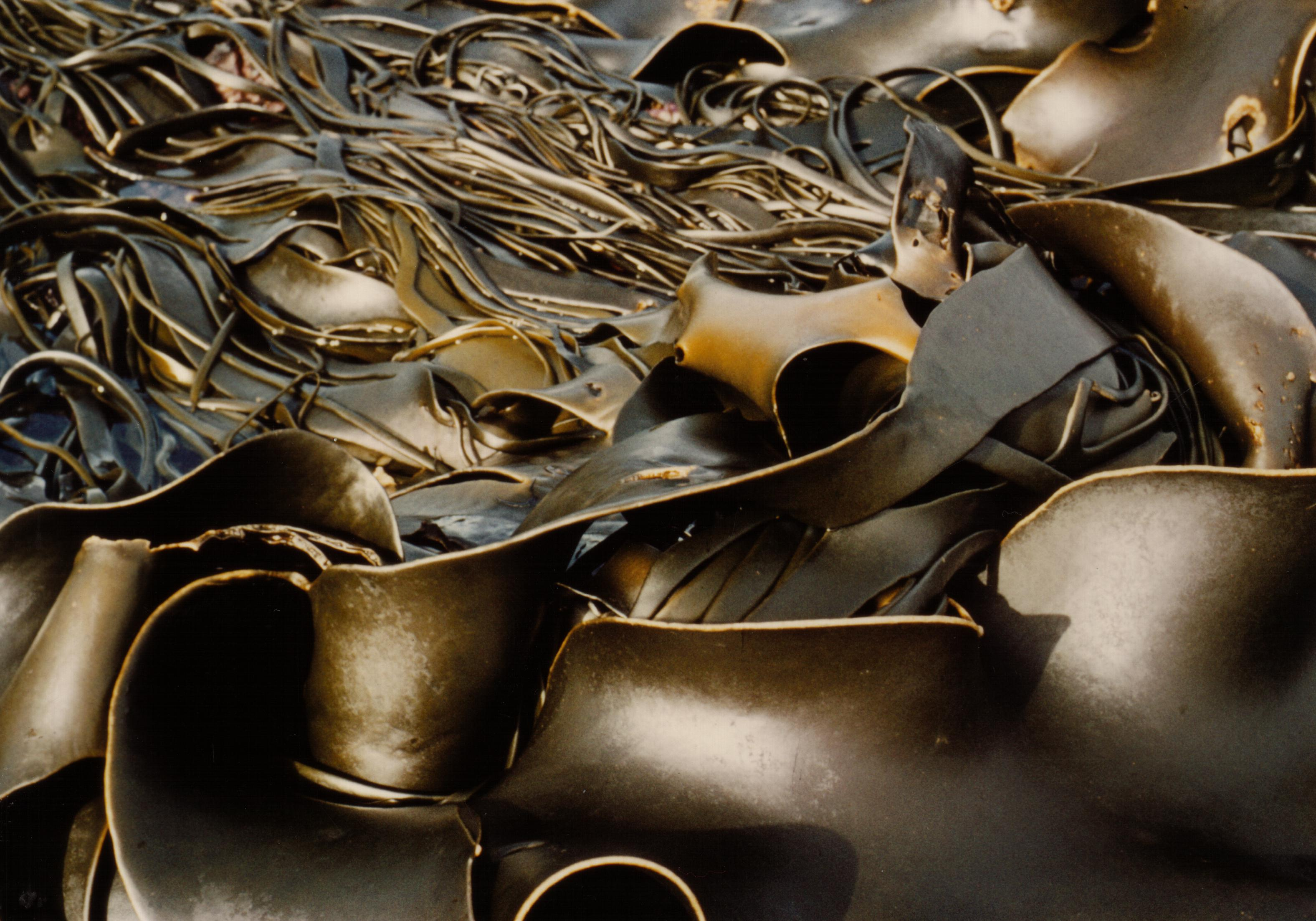
Durvillea antarctica
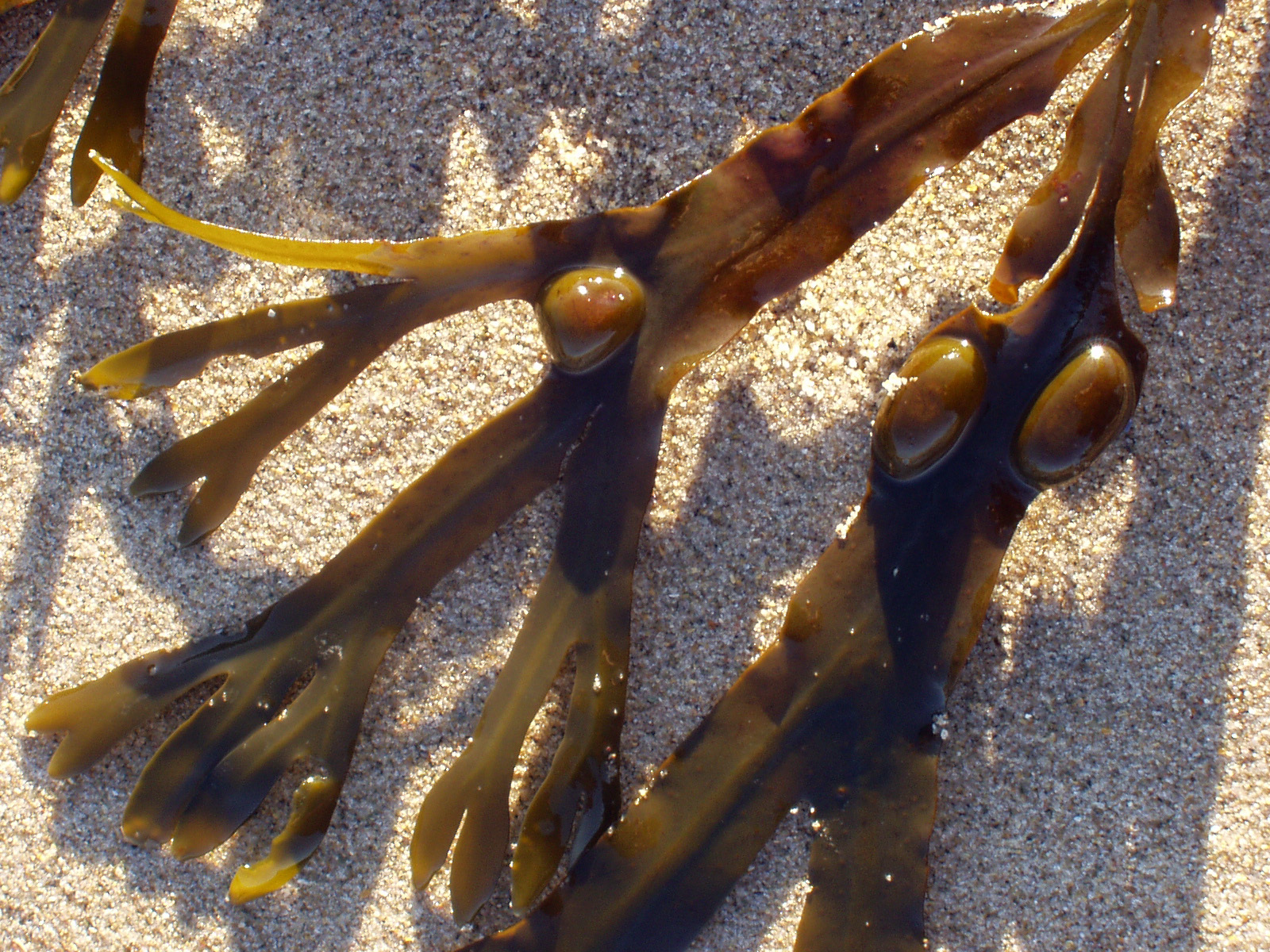
Chaluha bublinatá (Fucus vesiculosus)